# راي غاردنر
راي غاردنر (بالإنجليزية: Ray Gardner)‏ هو لاعب كرة قاعدة أمريكي، ولد في 25 أكتوبر 1901، وتوفي في 3 مايو 1968.

## وصلات خارجية
- راي غاردنر على موقعبيزبول رفرنس.كوم (الدوري الرئيسي) (الإنجليزية)
- راي غاردنر على موقعبيزبول رفرنس.كوم (الدوري الثانوي) (الإنجليزية)